# Jabal Buḩāyiş
Jabal Buḩāyiş är en kulle i Förenade Arabemiraten.   Den ligger i emiratet Sharjah, i den nordöstra delen av landet, 160 kilometer öster om huvudstaden Abu Dhabi. Toppen på Jabal Buḩāyiş är 338 meter över havet, eller 170 meter över den omgivande terrängen. Bredden vid basen är 3,7 km.
Terrängen runt Jabal Buḩāyiş är huvudsakligen platt.  Trakten runt Jabal Buḩāyiş är ganska tätbefolkad, med 129 invånare per kvadratkilometer.. Det finns inga samhällen i närheten. 
Trakten runt Jabal Buḩāyiş är ofruktbar med lite eller ingen växtlighet.